# فاطمه شایان
فاطمه شایان پژوهشگر ایرانی و دانشیار گروه علوم سیاسی دانشگاه اصفهان است.
او برای نگارش کتاب امنیت در منطقهٔ خلیج فارس (انتشارات پالگریو مک‌میلان) برگزیدهٔ دهمین دورهٔ جشنوارهٔ بین‌المللی فارابی و برای نگارش کتاب ترویکای گازی در بازار گاز اروپا (انتشارات والتر دگرویتر) پژوهشگر برتر دانشگاه اصفهان شد.

## زندگی
فاطمه شایان در رشتهٔ روابط بین‌الملل در مقطع کارشناسی ارشد از دانشگاه اصفهان با احراز رتبه اول فارغ‌التحصیل شد و سپس از دانشگاه تامپره فنلاند در همین رشته موفق به کسب درجه دکتری شد. شایان دورهٔ پسادکترای خود را در دانشگاه تامپره با پژوهش در مورد «روابط انرژی بین اعضای Gas-Troika (روسیه، ایران و قطر) با کشورهای اروپایی (آلمان، انگلستان) و اتحادیه اروپا» با تأکید بر گاز طبیعی گذراند. وی به‌عنوان محقق و پژوهشگر مدعو با دانشگاه لومونوسوف و دانشگاه پلخانف، دانشگاه اوپسالا، انستیتو فنلاندی در پاریس، دانشگاه اکستر و دانشگاه اسلو همکاری داشته‌است. او همچنین موفق به کسب ۴۵ گرنت بین‌المللی شده‌است.
شایان از سال ۱۳۹۷ فعالیتش را به‌عنوان استادیار گروه علوم سیاسی دانشگاه اصفهان آغاز کرد و در مهر ۱۴۰۳ به مرتبهٔ دانشیاری ارتقا یافت.

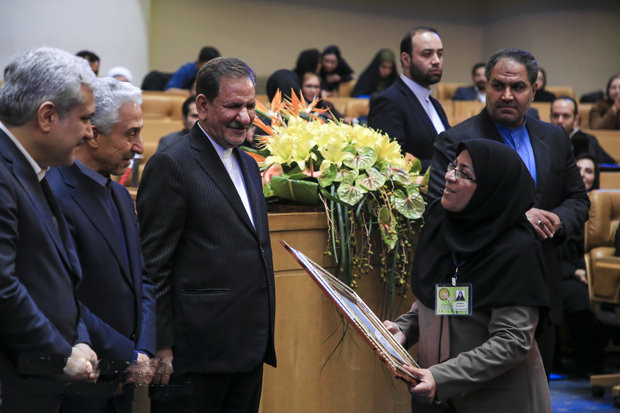
فاطمه شایان در حال دریافت جایزهٔ فارابی، بهمن ۱۳۹۷

## پژوهش‌ها
فاطمه شایان در کتاب خود با عنوان ترویکای گازی در بازار گاز اروپا (انتشارات والتر دگرویتر، شعبهٔ بوستون)، سیاست انرژی ترویکای گازی (GTO) را به عنوان یک سازمان و اعضای آن روسیه، ایران و قطر را در بازار گاز اروپا (EGM) در دورهٔ زمانی بین سال‌های ۲۰۰۸ تا ۲۰۱۵، ارزیابی می‌کند و یکی از نقاط مغفول و یک شکاف پژوهشی موجود در آثار مربوط به بازار گاز اروپا را پر می‌کند. کتاب به بررسی منافع، سیاست‌ها و چارچوب‌های این سازمان و فرصت‌ها و چالش‌هایی که در بازار اروپا وجود دارد، می‌پردازد. سیاست‌های انرژی اعضای ترویکای گازی در زمینهٔ استخراج و توزیع گاز طبیعی، صادرات آن به کشورهای اروپایی و اثرات جانبی زیست‌محیطی این قراردادها مورد بحث قرار می‌گیرد. در این کتاب، چارچوب نظری ساختار اجتماعی با توجه به منابع جغرافیایی انرژی، اقتصاد انرژی، سیاست انرژی و محیط‌زیست انرژی به صورت چند رشته‌ای تحلیل می‌شود. سوالات مهمی که در این کتاب مورد توجه قرار گرفته‌اند، عبارت‌اند از:
۱. چگونه اعضای ترویکای گازی منافع و سیاست‌های انرژی خود را در بازار گاز اروپا توسعه می‌دهند؟
۲. منافع و سیاست‌های مشترک اعضای ترویکای گازی چگونه چارچوب سازمان را در بازار گاز اروپا تبیین می‌کند؟
۳. این سازمان به‌عنوان یک سازمان منطقه‌ای نیمه‌منسجم چگونه ارزیابی می‌شود؟

## آثار
- امنیت در منطقهٔ خلیج فارس، انتشارات پالگریو مک‌میلان، ۲۰۱۶
- ۱۱ سپتامبر و جهانی شدن، فاطمه شایان، اصفهان: مهرقائم، ۱۳۸۶
- ترویکای گازی در بازار گاز اروپا، انتشارات والتر دگرویتر، ۲۰۲۳

- Geopolitical Subjectivity in Iran-GCC Relations: The three islands issue since 1979, Geopolitics 18/3:2013, 633-661
- Interdisciplinarity and the emerging shift in the study of international relations”, Millennium, 41/3:2013, 669-678